# Matthias Recke
Matthias Recke (* 27. Januar 1968 in Tübingen) ist ein deutscher Klassischer Archäologe.
Matthias Recke legte 1987 sein Abitur am Max-Planck-Gymnasium in Nürtingen ab und leistete danach seinen Zivildienst ab. 1989 begann er mit dem Studium der Klassischen Archäologie, Alten Geschichte und Vor- und Frühgeschichte an der Universität Gießen, der Freien Universität Berlin und der Universität Marburg. 1994 schloss er als Magister Artium ab. Im Auftrag der Universität Gießen erstellte er 1994 einen Katalog der antiken und klassizistischen Skulpturen von Schloss Rauischholzhausen. 1997/98 war Recke Wissenschaftliche Hilfskraft an der Abteilung Athen des Deutschen Archäologischen Instituts. Im Dezember 1999 erfolgte die Promotion mit einer Arbeit zum Thema Das Bild des Krieges in Gießen. Danach wurde er Wissenschaftlicher Angestellter des Perge-Projektes der Professur für Klassische Archäologie in Gießen, seit 2003 war er dort Wissenschaftlicher Mitarbeiter, von 2009 bis März 2016 Kustos der Gießener Antikensammlung. Zum April 2016 wechselte er an die Johann Wolfgang Goethe-Universität Frankfurt am Main, wo er seither in Nachfolge von Ursula Mandel als Kustos der Antikensammlung und des Skulpturensaals arbeitet und lehrt. Nachfolgerin in Gießen wurde Michaela Stark.
Matthias Recke forscht unter anderem zur Antikenrezeption und zur Geschichte von Antikensammlungen. Seit 1994 arbeitet er an den Survey- und Grabungsprojekten in Perge mit, zuständig ist er hier für die Bearbeitung der Fundkeramik. 1998 und 2000 nahm er an der Aigina-Grabung des DAI Athen teil. Er ist auch hier für die Bearbeitung der Fundkeramik zuständig. Seit 2011 leitet er als Field Director die Ausgrabungen in Hala Sultan Tekke (Zypern), die in Kooperation mit der Vrije Universiteit Brussels unter Leitung von Karin Nys stattfinden. Ebenfalls auf Zypern angesiedelt ist sein Forschungsprojekt zur Skulpturenausstattung des Heiligtums von Tamassos-Frangissa. Zusammen mit Hartmut Matthäus betreut er als Herausgeber die Publikation der Tamassos-Grabungen.

## Schriften
- Die Gießener Antikensammlung, Gießen 1998 (Schaukasten, Band 1) ISBN 3-00-003136-7
- Die klassische Archäologie in Gießen. 100 Jahre Antikensammlung, Ferber, Gießen 2000 (Studia Giessensia, Band 9/Edition Gießen) ISBN 3-932917-18-9
- Gewalt und Leid. Das Bild des Krieges bei den Athenern im 6. und 5. Jh. v. Chr. Ege Yayınları, Istanbul 2002, ISBN 975-807-057-6 (= Dissertation)
- mit Wolfgang Maaß (Hrsg.): Gießen auf den zweiten Blick – Spaziergänge durch die Universitätsstadt. Brühlscher Verlag, Gießen 2003, ISBN 3-922300-57-X
- mit Anja Klöckner (Hrsg.): Wahre Helden? Daumier und die Antike. Zimmermann, Nürtingen 2007 (Arbeiten zur Klassischen Archäologie/Mitteilungen aus der Antikensammlung Gießen, Band 1) ISBN 978-3-8334-8028-7
- mit Anja Klöckner (Hrsg.): Gönner, Geber und Gelehrte – Die Gießener Antikensammlung und ihre Förderer. Zimmermann, Nürtingen 2007 (Arbeiten zur Klassischen Archäologie/Mitteilungen aus der Antikensammlung Gießen, Band 2) ISBN 978-3-922625-31-5
- In loco Murtana, ubi olim Perge sita fuit: Der Beginn archäologischer Forschungen in Pamphylien und die Kleinasien-Expedition Gustav Hirschfelds 1874, Antalya 2007.
- mit Waltrud Wamser-Krasznai: Kultische Anatomie. Etruskische Körperteil-Votive aus der Antikensammlung der Justus-Liebig-Universität Gießen (Stiftung Ludwig Stieda), Deutsches Medizinhistorisches Museum, Ingolstadt 2008 (Sammelblätter des Deutschen Medizinhistorischen Museums Ingolstadt, N.F., Nr. 12)
- mit Olaf Schneider: Erhaltenswert. Archäologische und bibliophile Schätze für die Zukunft bewahren. Eine Ausstellung der Antikensammlung und der Universitätsbibliothek Gießen, Institut für Altertumswissenschaften der Universität Gießen/Universitäts-Bibliothek, Gießen 2009 (Arbeiten zur Klassischen Archäologie – Mitteilungen aus der Antikensammlung der Justus-Liebig-Universität Gießen, Band 3/Berichte und Arbeiten aus der Universitätsbibliothek und dem Universitätsarchiv Gießen, Band 59) ISBN 978-3-9808042-8-8